# بيملكو (محطة مترو أنفاق لندن)
بيملكو (بالإنجليزية: Pimlico)‏ هي إحدى محطات مترو أنفاق لندن. تقع على خط فيكتوريا أفتتحت في المنطقة (Zone) رقم 1 أفتتحت في 14 سبتمبر 1972.